# Apache JMeter
Apache JMeter ist ein freies, in Java geschriebenes Werkzeug zum Ausführen von Lasttests in Client/Server-Anwendungen, das von der Apache Software Foundation entwickelt wird.
JMeter ermöglicht es, mittels Zusammenstellen eines Testplans, zu spezifizieren, welche Teile der Anwendung (wie beispielsweise multi-threaded) durchlaufen werden sollen, um konkrete Ergebnisse über das Antwortzeitverhalten zu bekommen.
Diese werden in einer grafischen Benutzeroberfläche präsentiert. Durch Logik-Komponenten, Listener, Sampler, Timer und Konfigurationselemente lassen sich bis ins Detail angepasste Testpläne erstellen. JMeter kann auch als Proxy-Komponente zum Aufzeichnen einer Abfolge von Testschritten eingesetzt werden, die als Basis von Testplänen eingesetzt werden kann. Ein besonderes Merkmal ist, dass mittels Sampler gesendete Requests sich nicht nur auf HTTP und HTTPS beschränken, sondern ebenso für FTP, SOAP, REST Services und JDBC erzeugt werden können.